# Quintana y Congosto
Quintana y Congosto es un municipio y lugar español de la provincia de León, en la comunidad autónoma de Castilla y León.

## Demografía
Cuenta con una población de 416 habitantes (INE 2024).

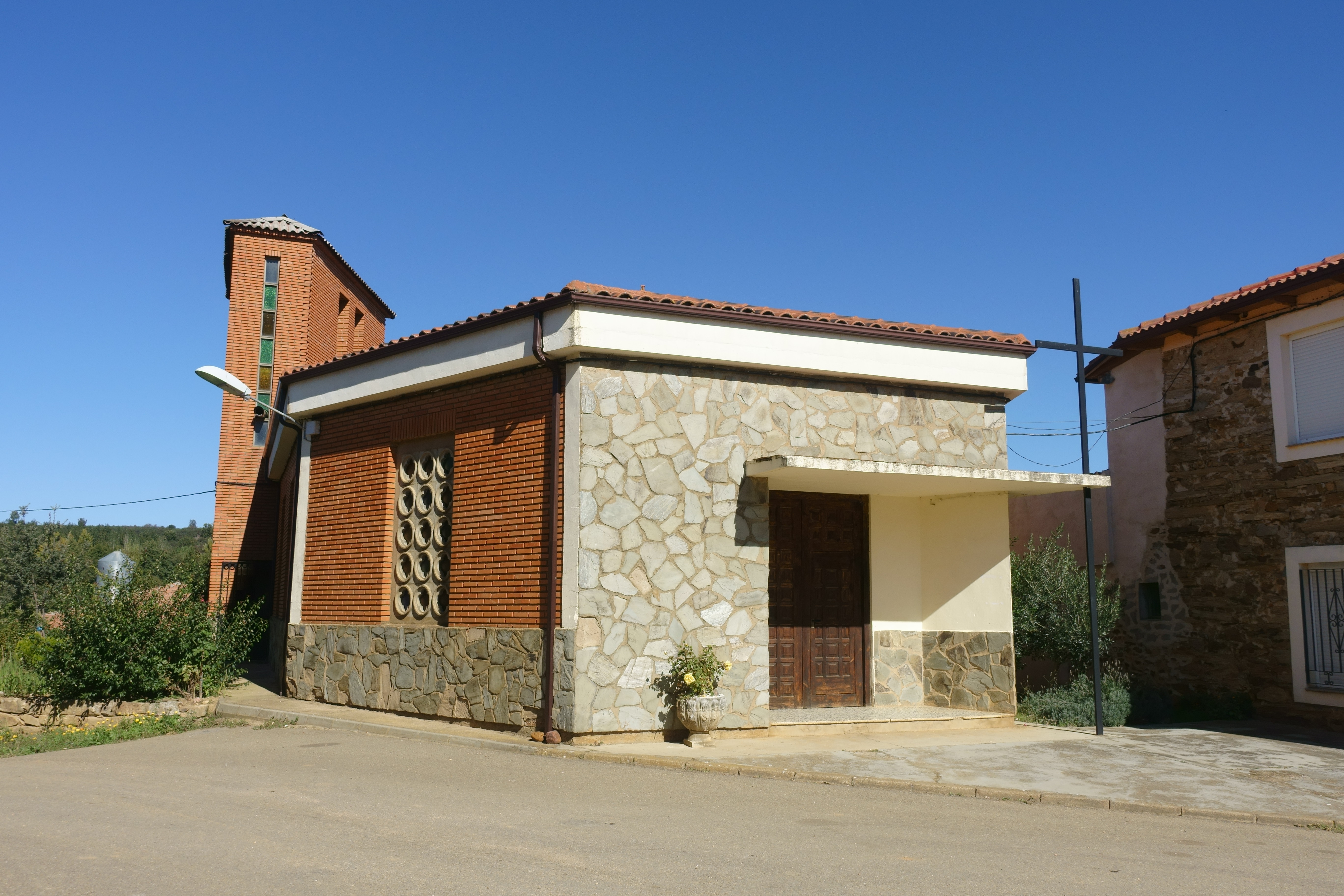
Iglesia de las Candelas

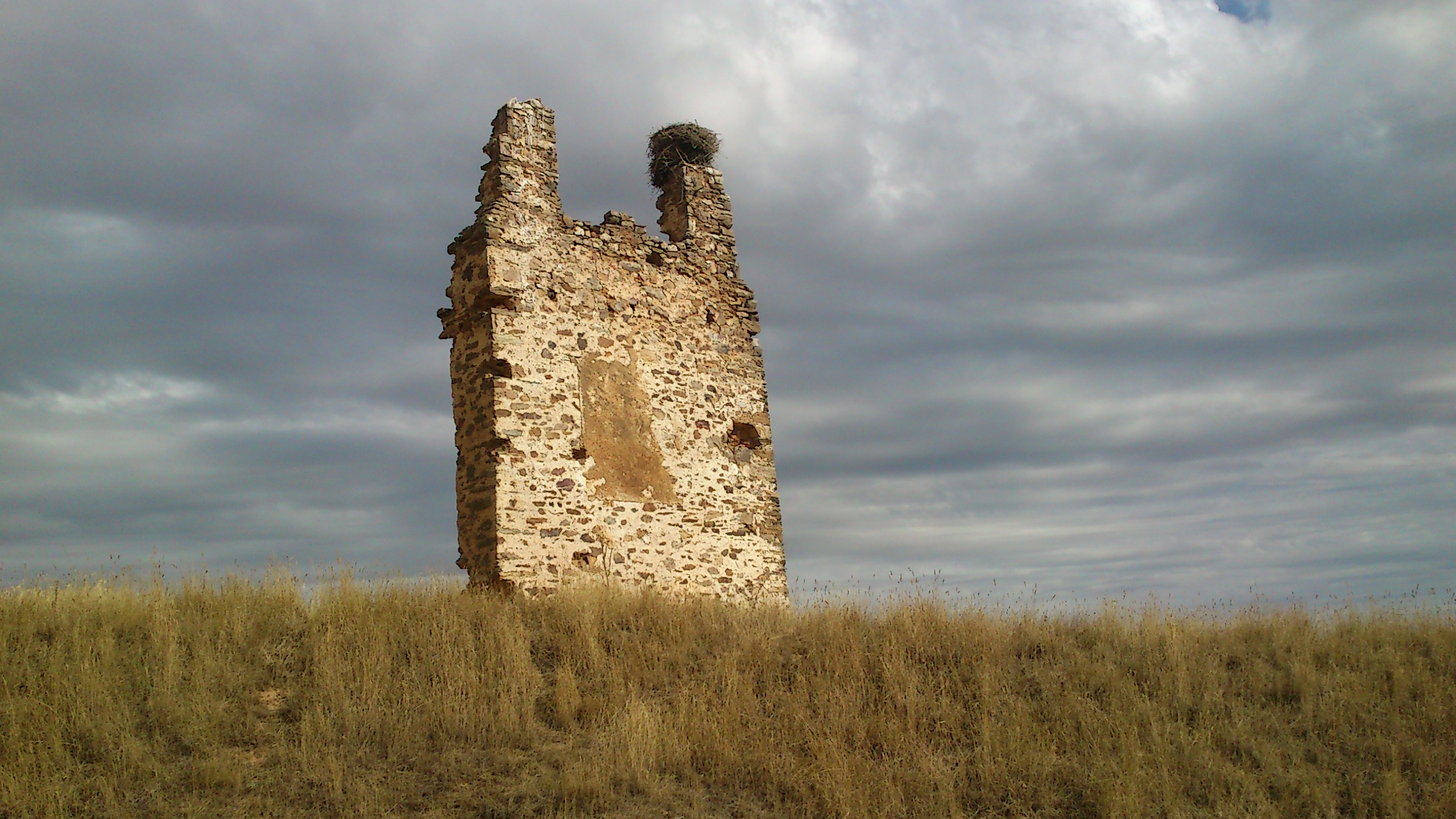
Restos de la torre de San Pedro

| Gráfica de evolución demográfica de Quintana y Congosto entre 1842 y 2021                                             |
| |
| Población de derecho según los censos de población del INE. Población de hecho según los censos de población del INE. |